# Spencer Rowe
Spencer William Rowe (5 aprile 1992) è un pallavolista statunitense.
Gioca nel ruolo di centrale nel Gymnastikos Athlītikos Syllogos Pamvochaïkos.

## Carriera
La carriera di Spencer Rowe inizia a livello giovanile con la formazione dell'Orange Coast Volleyball Club, giocando parallelamente anche a livello scolastico con la Mission Viejo High School; in questo periodo entra a far parte anche delle selezioni giovanili statunitensi, prendendo parte alla campionato mondiale con la nazionale under 19.
Al termine delle scuole superiori, entra a far parte della squadra della sua università, la University of California, Los Angeles, prendendo parte alla Division I NCAA dal 2011 al 2014; nell'estate del 2014 debutta inoltre nella nazionale maggiore, vincendo la medaglia d'argento alla Coppa Panamericana.
Nella stagione 2014-15 inizia la carriera professionistica nella Mestaruusliiga finlandese, giocando per il Raision Loimu, che tuttavia lascia a gennaio, trasferendosi al Gymnastikos Athlītikos Syllogos Pamvochaïkos, nella Volley League greca, per il resto della stagione.

## Vita privata
È il nipote di Tom Duke, membro della nazionale statunitense nel 1990 e nel 1994.

## Palmarès

### Nazionale (competizioni minori)
- Coppa Panamericana 2014

### Premi individuali
- 2013 - All-America Second Team